# 27ste Oscaruitreiking

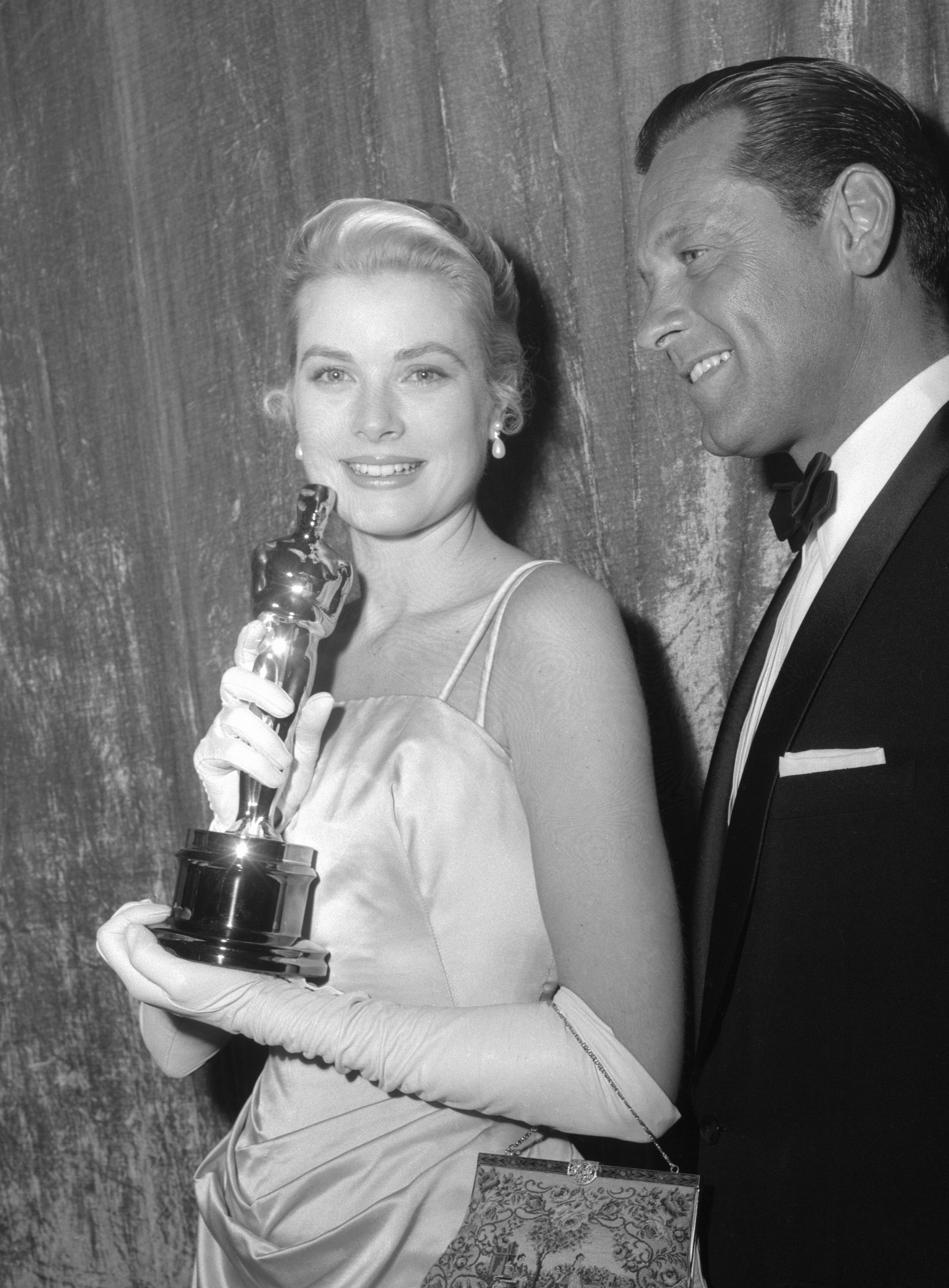
Grace Kelly en William Holden

De 27ste Oscaruitreiking, waarbij prijzen worden uitgereikt aan de beste prestaties in films in 1954, vond plaats op 30 maart 1955 in het Pantages Theatre in Hollywood, Californië. De ceremonie werd gepresenteerd door Bob Hope en Thelma Ritter.
De grote winnaar van de 27ste Oscaruitreiking was On the Waterfront, met in totaal 12 nominaties en 8 Oscars.

## Winnaars

### Films
| Categorie               | Winnaar               | Regie              |
| ----------------------- | --------------------- | ------------------ |
| Beste Film              | On the Waterfront     | Elia Kazan         |
| Beste Buitenlandse Film | Jigokumon             | Teinosuke Kinugasa |
| Beste Documentaire      | The Vanishing Prairie | James Algar        |

### Acteurs
| Categorie                  | Winnaar         | Film                  |
| -------------------------- | --------------- | --------------------- |
| Beste Mannelijke Hoofdrol  | Marlon Brando   | On the Waterfront     |
| Beste Vrouwelijke Hoofdrol | Grace Kelly     | The Country Girl      |
| Beste Mannelijke Bijrol    | Edmond O'Brien  | The Barefoot Contessa |
| Beste Vrouwelijke Bijrol   | Eva Marie Saint | On the Waterfront     |

### Regie
| Categorie       | Winnaar    | Film              |
| --------------- | ---------- | ----------------- |
| Beste Regisseur | Elia Kazan | On the Waterfront |

### Scenario
| Categorie                | Winnaar        | Film              |
| ------------------------ | -------------- | ----------------- |
| Beste Origineel Scenario | Budd Schulberg | On the Waterfront |
| Beste Bewerkt Scenario   | George Seaton  | The Country Girl  |

### Speciale prijzen
| Categorie      | Winnaar                                                                        |  |
| -------------- | ------------------------------------------------------------------------------ |  |
| Honorary Award | Jigokumon, Greta Garbo, Danny Kaye, Kemp Niver, Jon Whiteley en Vincent Winter |  |